# Astronaut-Gletscher
Der Astronaut-Gletscher ist ein breiter, in südwestlicher Richtung fließender Nebengletscher des Aviator-Gletschers, in dessen oberen Abschnitt er einmündet.
Benannt wurde er in Anlehnung an die Benennung des nahegelegenen Aeronaut-Gletschers durch die Nordgruppe der New Zealand Geological Survey Antarctic Expedition (1962–1963).